# Pinewood Derby

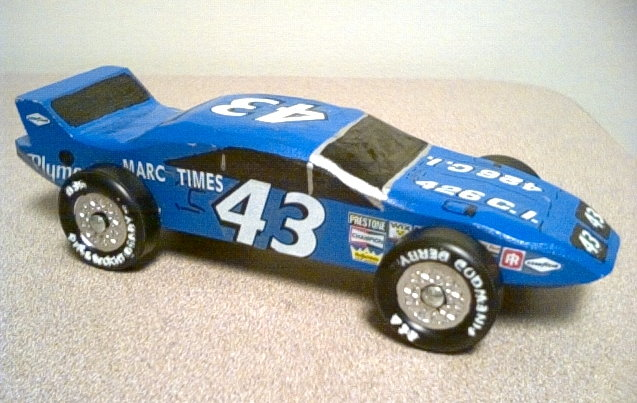
Auto de madera.

El Pinewood derby, Carrera de Autos de Madera, es un evento de carreras para los Cub Scouts en los Boy Scouts de América. Cub Scouts, con la ayuda de los padres, construir sus propios coches de madera, por lo general a partir de kits que contienen un bloque de pino, ruedas de plástico y ejes de metal. Con la popularidad de la madera de pino derby, otras organizaciones han desarrollado eventos similares, y una pequeña industria se ha desarrollado para proporcionar pistas, cronómetros, balanzas, trofeos, cintas y otros productos. Acontecimientos de Cub Scouting similares incluyen la regata canaleta de agua con los barcos y el derbi espacio utilizando cohetes propulsados banda de goma.